# Granátomet

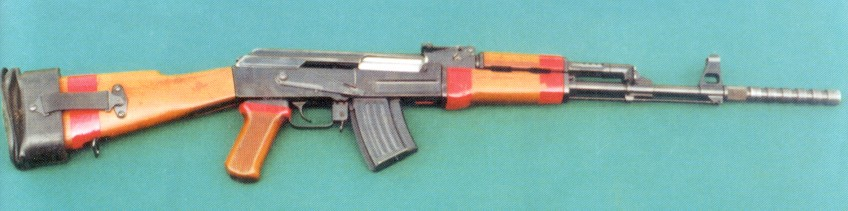
Násadcový granátomet posledního vývojového typu na AK-47

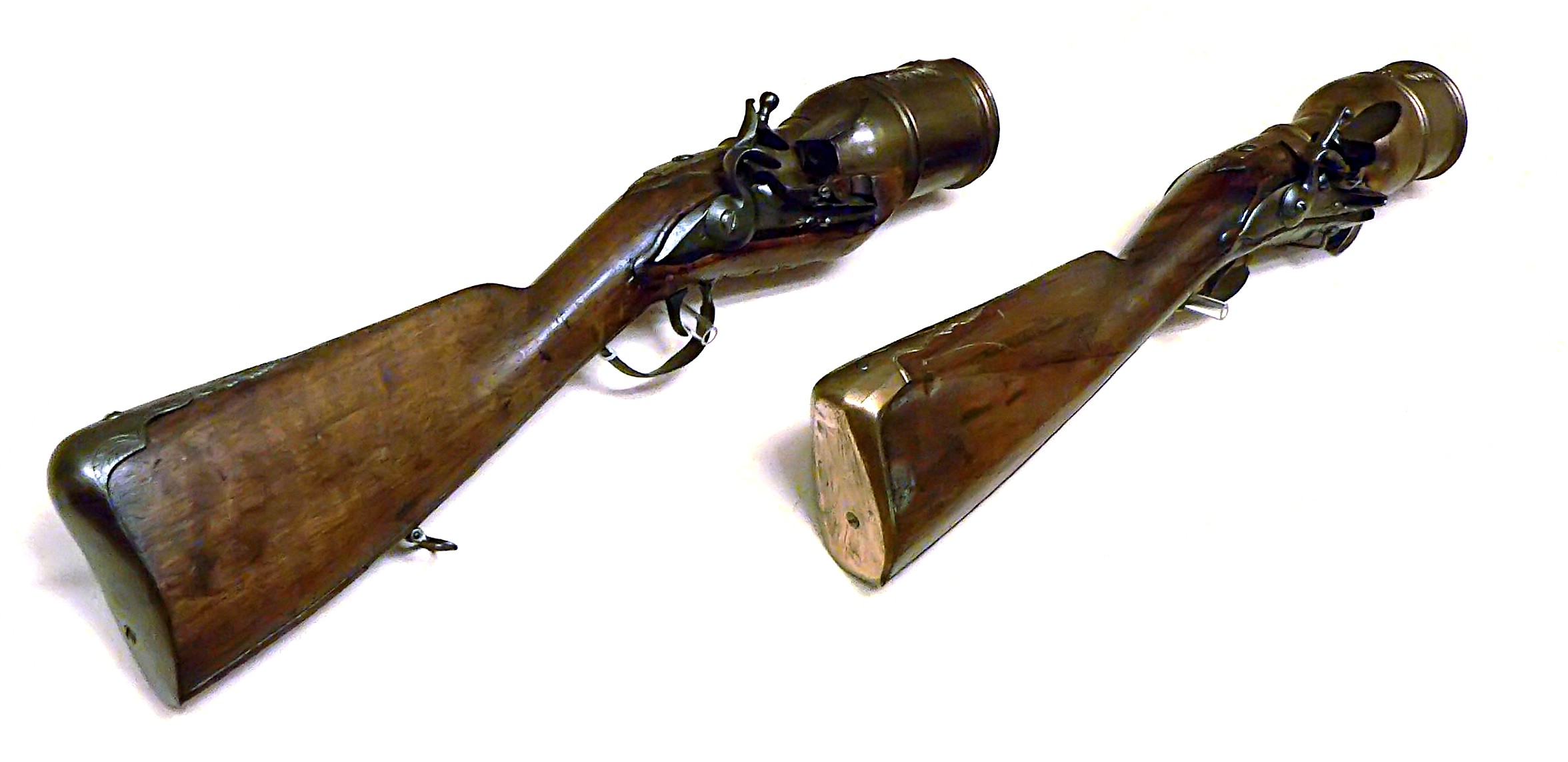
Granátomety z 18. století

Granátomet je palná zbraň sloužící k vymetení či vystřelení granátů na větší vzdálenost a s větší přesností, než je možné při ručním házení.
První mechanické granátomety se začaly používat v rusko-japonské válce (1904–1905). Za první světové války se začala k vymetení granátu využívat puška. Nejdříve se používaly upravené granáty opatřené kovovou tyčí, která se jednoduše zasunula do hlavně a následně vystřelila nábojkou (náboj bez střely, lidově „slepý“ náboj).
Později se začaly používat úsťové nástavce na hlavně pušek – násadcové granátomety. Ty měly podobu krátkých hlavní do kterých se vkládaly granáty (obvykle vejčitého tvaru). Jednodušší typy se šroubovaly přímo na ústí hlavně – soustředné násadcové granátomety (např. německý granátomet pro granáty vzor 17). K vymetení granátu opět sloužila nábojka, nebo (pokud byl granát opatřen otvorem ve své ose) ostrý náboj se střelou. Složitější typy se skládaly ze dvou hlavní nad sebou. Jedna hlaveň byla jen prodloužením hlavně pušky a byl v ní vyvrtán otvor pro odběr spalných plynů do druhé hlavně, za které se vymetával granát – souběžné násadcové granátomety (např.československý granátomet pro granáty vz.21). Posledním vývojovým typem násadcových granátometů bylo jen jakési prodloužení hlavně, na které se nasunovaly granáty se stabilizačními křidélky, podobné dělostřeleckým minám.
Moderní granátomety se již konstruují jako palné zbraně na speciální náboje, jejichž střela je naplněna trhavinou a opatřena zapalovačem. Ráže bývá nejčastěji 40 mm, ale lze se setkat i s menšími rážemi. Rozlišujeme ruční granátomety a lafetované granátomety.
Ruční granátomety mohou být vyrobeny jako samostatná zbraň opatřená vlastní pažbou či ramenní opěrkou (tyto granátomety mohou být jednoranné nebo opakovací), nebo jako podvěsné, kdy se upevňují pod útočnou pušku. Ruční granátomety používají i policejní jednotky, ovšem pouze s nesmrtícími granáty – s náplní slzného plynu, značkovací barvy apod.
Lafetované granátomety bývají automatické konstrukce. Díky velké hmotnosti a vysoké kadenci je jejich součástí lafeta, sloužící k postavení na zem, nebo se připevňují k lafetě na automobilu, obrněném transportéru, vojenském vrtulníku apod. Také se instalují do střeleckých věží, které se osazují na různé obrněné prostředky. K lafetovaným granátometům se řadí i jednoduché vícehlavňové vrhače zadýmovacích granátů, které se montují na boky věží obrněné techniky (tanky, obrněné transportéry apod.). V případě ohrožení této techniky nepřátelskou palbou dojde k elektrickému odpálení granátů, které vytvoří dýmovou clonu znesnadňující zaměření.

## Galerie

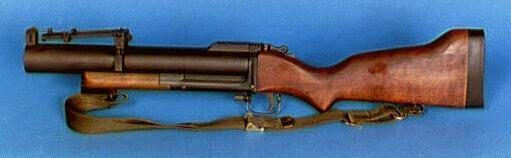
Ruční granátomet M79
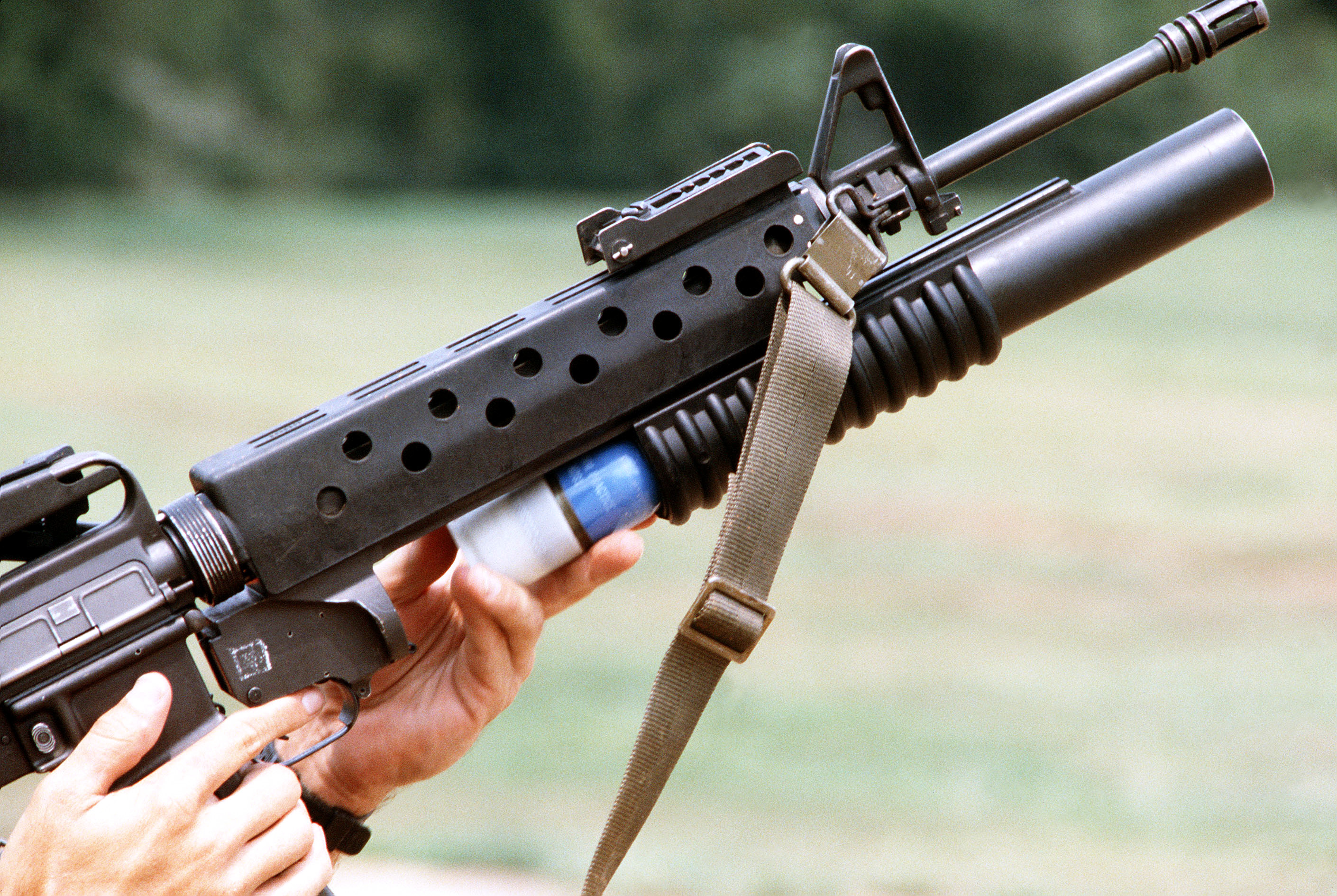
Nabíjení granátu do podvěsného ručního granátometu M203 na útočné pušce M16
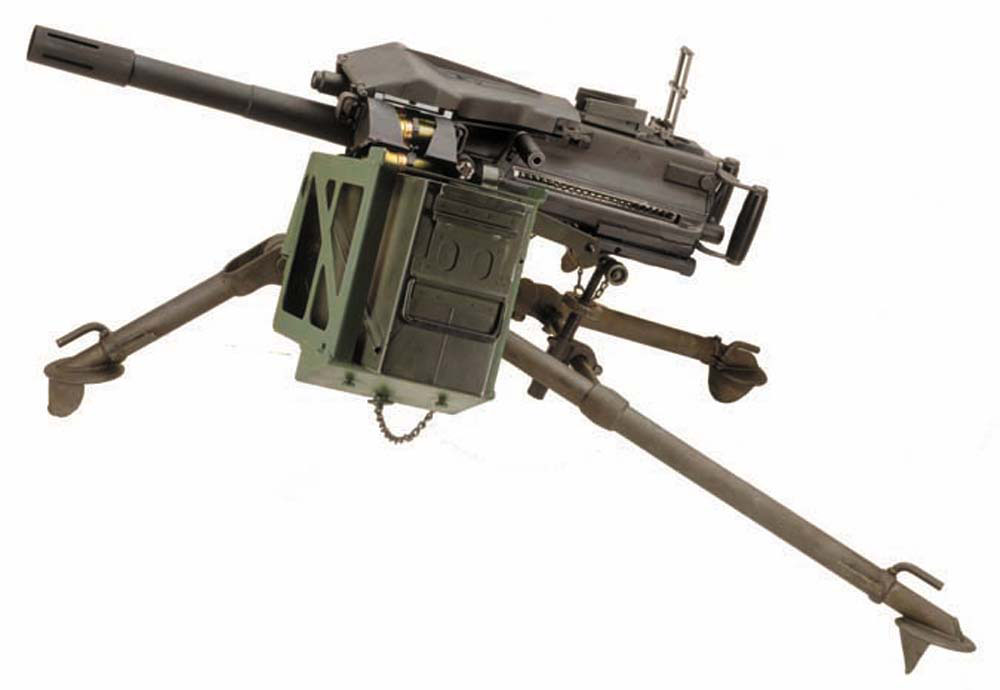
Automatický granátomet Mk 19 na lafetě
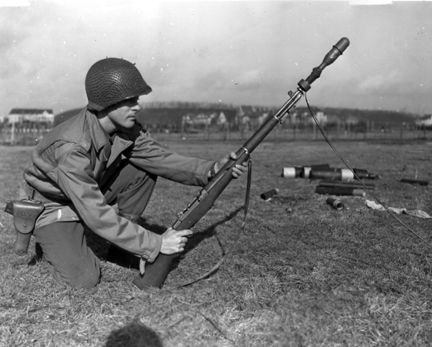
Puškový granát na M1 Garand
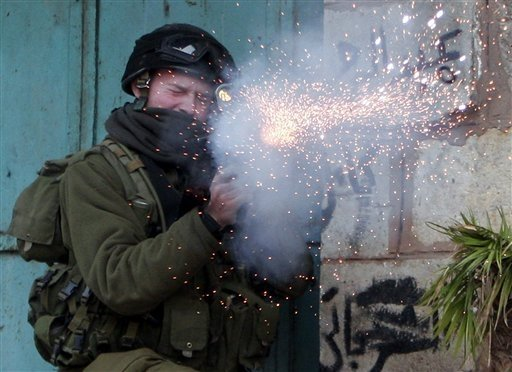
Výstřel z granátometu
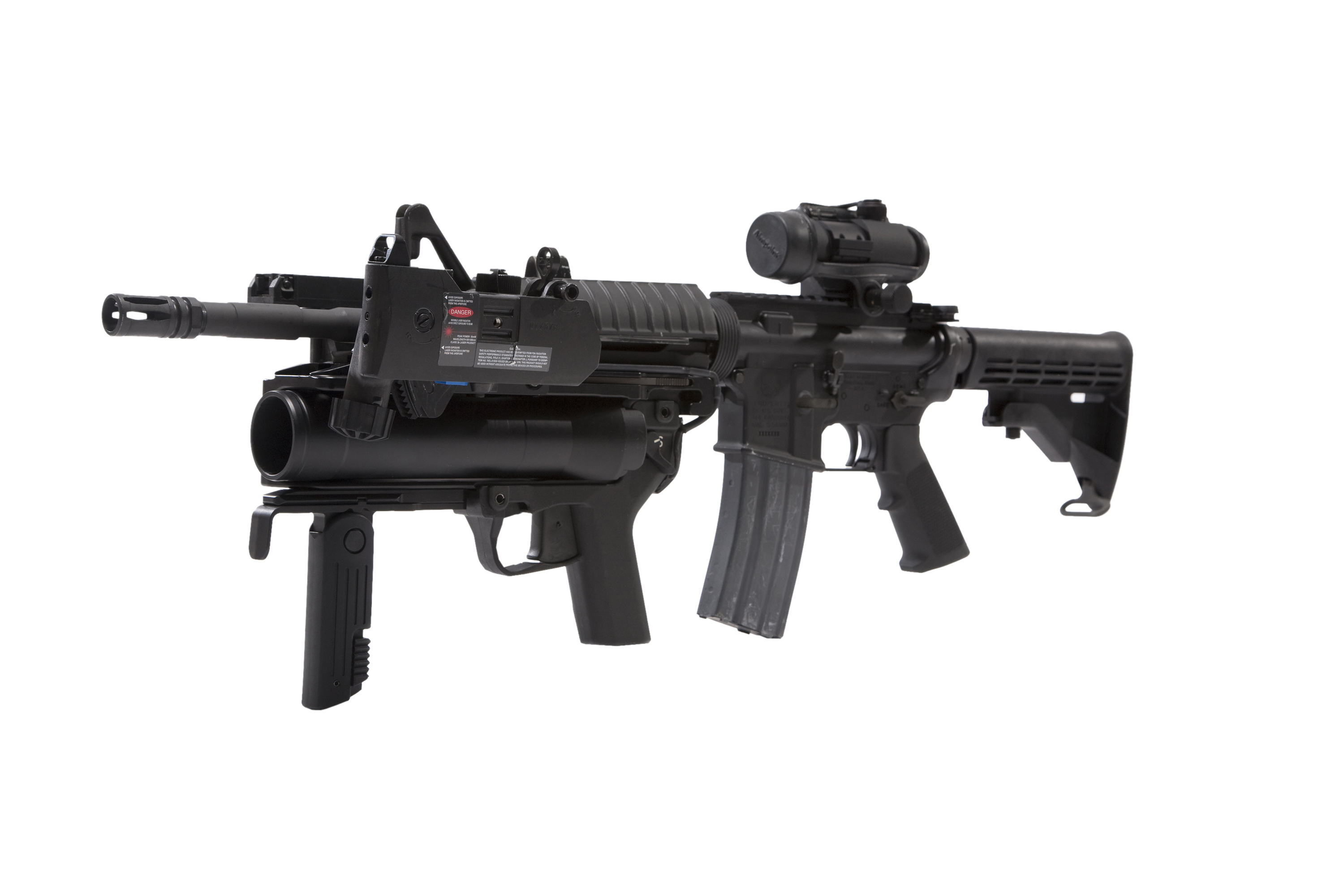
Karabina M4 s podvěšeným granátometem Heckler & Koch M320
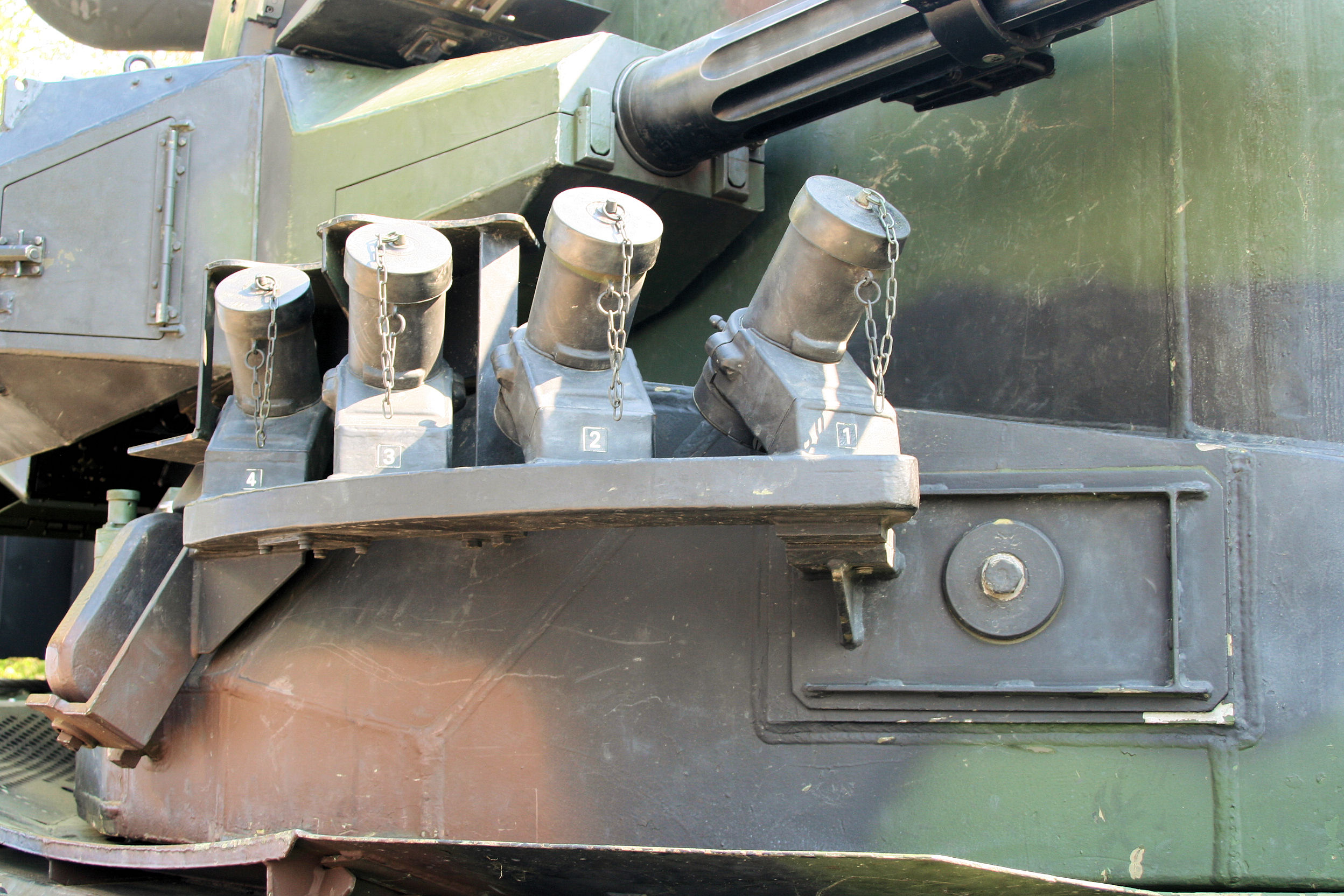
Granátomety na bojovém vozidle